# Кызлартау (гора, Салаватский район)
Кызлартау — гора в России, находится в Салаватском районе Башкортостана в 3 км к северо-северо-востоку от села Аркаулово за Аркауловским болотом. Ботанический памятник природы регионального значения (2005). Абсолютная высота горы составляет 360 м, относительная — 50 м. Сложена в основном породами кунгурского яруса. У подножья горы берёт начало ручей Солёный Ключ.
Кызлартау представляет собой холм, не покрытый лесом. На горе сохранилась флора луговых и каменистых степей. Произрастают редкие виды растений: астра альпийская, ковыль красивейший, ковыль перистый, ковыль сарептский, остролодочник колосистый, скабиоза исетская, володушка многожилковая, лук косой.
В переводе с башкирского название «Кызлартау» означает «девичья гора». Это название, предположительно, связано с тем, что на горе ранее проходили девичники.